# Нојндорф (Лобенштајн)
Нојндорф (њем. Neundorf) општина је у њемачкој савезној држави Тирингија. Једно је од 76 општинских средишта округа Зале-Орла. Према процјени из 2010. у општини је живјело 658 становника. Посједује регионалну шифру (AGS) 16075071.

## Географски и демографски подаци
Нојндорф се налази у савезној држави Тирингија у округу Зале-Орла. Општина се налази на надморској висини од 650 метара. Површина општине износи 11,8 km². У самом мјесту је, према процјени из 2010. године, живјело 658 становника. Просјечна густина становништва износи 56 становника/km².

## Међународна сарадња
| Мјесто | Држава    | Врста сарадње | Од    |
| ------ | --------- | ------------- | ----- |
| Ровињ  | Хрватска  | пријатељство  | 2000. |
| Белфор | Француска | пријатељство  | 2000. |
| Извор  |           |               |       |